# Дъбнишка акция на ВМРО
Дъбнишката акция е самоуправна наказателна акция организирана от Вътрешната македонска революционна организация, над дейци на Македонската федеративна организация, Българската комунистическа партия, Българския земеделски народен съюз и други противници на организацията в Пиринска Македония, проведена през 1925 година. 79 души са осъдени на смърт и екзекутирани на място.
След провала на Майския манифест и убийството на Тодор Александров настава разрив в отношенията в Македонското освободително движение. Македонската федеративна организация се опитва да създаде паралелна мрежа в Пиринска Македония и да измести ВМРО като основна революционна организация. В отговор на това ВМРО организира няколко акции. През април и май 1925 г. са извършени масови арести на федералисти, комунисти и земеделци в Неврокоп и неврокопските села Парил, Гайтаниново, Тешово, Лъки, Либяхово и Садово. Арестуваните над 300 души са откарани в гърменското село Дъбница, където на 18 май по нареждане на Иван Михайлов се създава организационна комисия в състав Михаил Скендеров, Ванко Ганчев, Йордан Гюрков и Георги Настев, която изслушва показанията на обвинените, изтръгнати с мъчения. Самото разследване е продължило 40 дни, а за хода му е уведомeно тогавашното вътрешно министерство. Комисията издава на място масово смъртни присъди. Детайлното засичане на разнообразна документна информация дава основание, че общият брой на изпълнените смъртни присъди е 49. Налице е списък на убитите земеделци и комунисти – 42 души от Неврокопска околия и 7 души от село Кремен, Разложко. Според други източници убитите са 120. Сред убитите са Георги Папалезов, Георги Кильов Правото, Георги Чанджиев, Никола Ст. Ушев от Гърмен, Никола Тодоров Ушев от Либяхово, Андон Ив. Донков от Гърмен, Георги Чонев от Гърмен, Димитър Ежков, Стоян Пандуров от Дутлия, Димитър Ангелов Мутафчиев - Петканчето от Неврокоп, Стоян Попиванов от Криводол, Кръстьо Семерджиев от Неврокоп. Част от убитите са погребани в местността Кавак дере край селото.
Арнаудовата къща, в която са гледани делата и след това са изпълнени присъдите, в 1974 година е частично, а в 1980 година напълно реставрирана и превърната в музей. В центъра на селото е издигнат паметник на убитите. След 1989 година музеят е затворен и къщата се руши.